# Yūki Nofuji
Yūki Nofuji (jap. 野藤優貴, Nofuji Yūki; * 11. Juni 1987 in Suita) ist ein ehemaliger japanischer Snowboarder. Er startete in den Paralleldisziplinen.

## Werdegang
Nofuji trat international erstmals bei den Juniorenweltmeisterschaften 2005 in Zermatt in Erscheinung. Dort errang er den 17. Platz im Parallel-Riesenslalom. In der Saison 2005/06 nahm er in Furano erstmals am Snowboard-Weltcup teil, wobei er auf dem 34. Platz im Parallel-Riesenslalom kam und belegte bei den Juniorenweltmeisterschaften 2006 im Vivaldi Park den 13. Platz im Parallel-Riesenslalom. Zudem wurde er japanischer Meister im Parallel-Riesenslalom. In der Saison 2006/07 fuhr er bei den Snowboard-Weltmeisterschaften 2007 in Arosa auf den 42. Platz im Parallelslalom sowie auf den 26. Rang im Parallel-Riesenslalom und bei den Juniorenweltmeisterschaften 2007 in Bad Gastein den fünften Platz im Parallelslalom. Außerdem gewann er in Bad Gastein die Bronzemedaille im Parallel-Riesenslalom. In der Saison 2007/08 und 2008/09 errang er mit Platz 34 im Parallel-Weltcup sein bestes Gesamtergebnis. Dabei erreichte er im Oktober 2007 mit Platz 12 im Parallel-Riesenslalom in Sölden seine beste Platzierung im Weltcup. Bei den Snowboard-Weltmeisterschaften 2009 in Gangwon belegte er den 36. Platz im Parallelslalom und den 24. Rang im Parallel-Riesenslalom. Im folgenden Jahr kam er in Vancouver bei seiner einzigen Teilnahme an Olympischen Winterspielen auf den 27. Platz im Parallel-Riesenslalom. Seinen 37. und damit letzten Weltcup absolvierte er im Januar 2012 in Sudelfeld, welchen er auf dem 30. Platz im Parallel-Riesenslalom beendete.

## Teilnahmen an Weltmeisterschaften und Olympischen Winterspielen

### Olympische Spiele
- 2010 Vancouver: 27. Platz Parallel-Riesenslalom

### Snowboard-Weltmeisterschaften
- 2007 Arosa: 26. Platz Parallel-Riesenslalom, 42. Platz Parallelslalom
- 2009 Gangwon: 24. Platz Parallel-Riesenslalom, 36. Platz Parallelslalom

## Weltcup-Gesamtplatzierungen
| Saison  | Gesamt | Gesamt | Parallel | Parallel |
| Saison  | Punkte | Platz  | Punkte   | Platz    |
| ------- | ------ | ------ | -------- | -------- |
| 2005/06 | 22     | 316.   | 22       | 84.      |
| 2006/07 | 188    | 173.   | 169      | 47.      |
| 2007/08 | 527    | 138.   | 527      | 34.      |
| 2008/09 | 514    | 132.   | 514      | 34.      |
| 2009/10 | 86     | 247.   | 86       | 55.      |
| 2011/12 | -      | -      | 82       | 49.      |